# Prangins
Prangins is een gemeente en plaats in het Zwitserse kanton Vaud, en maakt deel uit van het district Nyon. Het ligt aan het Meer van Genève tussen Genève en Lausanne. Prangins telt 3909 (eind 2013) inwoners.

## Geschiedenis
Het oorspronkelijke kasteel Prangins werd in 1293 verwoest. Het werd herbouwd en is in 1613 door Nicholas de Diesbach verbouwd. In 1814 werd het landgoed verkocht aan Joseph Bonaparte, de oudere broer van Napoleon. Van 1873 tot 1920 werd het kasteel als school gebruikt door de hernhutters. Sinds 1998 is er een dependance gevestigd van het Nationaal Museum in Zürich. Het kasteel staat op de Zwitserse inventaris van cultureel erfgoed van nationaal en regionaal belang.
In Prangins staat ook een psychiatrisch ziekenhuis dat in 1930, toen als de privékliniek Les Rives de Prangins, is opgericht door de gerenommeerde psychiater dr. Oscar Forel (1891-1982). Vele prominenten kwamen naar Prangins om zich door hem te laten behandelen. Tot hen behoorden Zelda Fitzgerald en Annemarie Schwarzenbach.

## Gebouwen

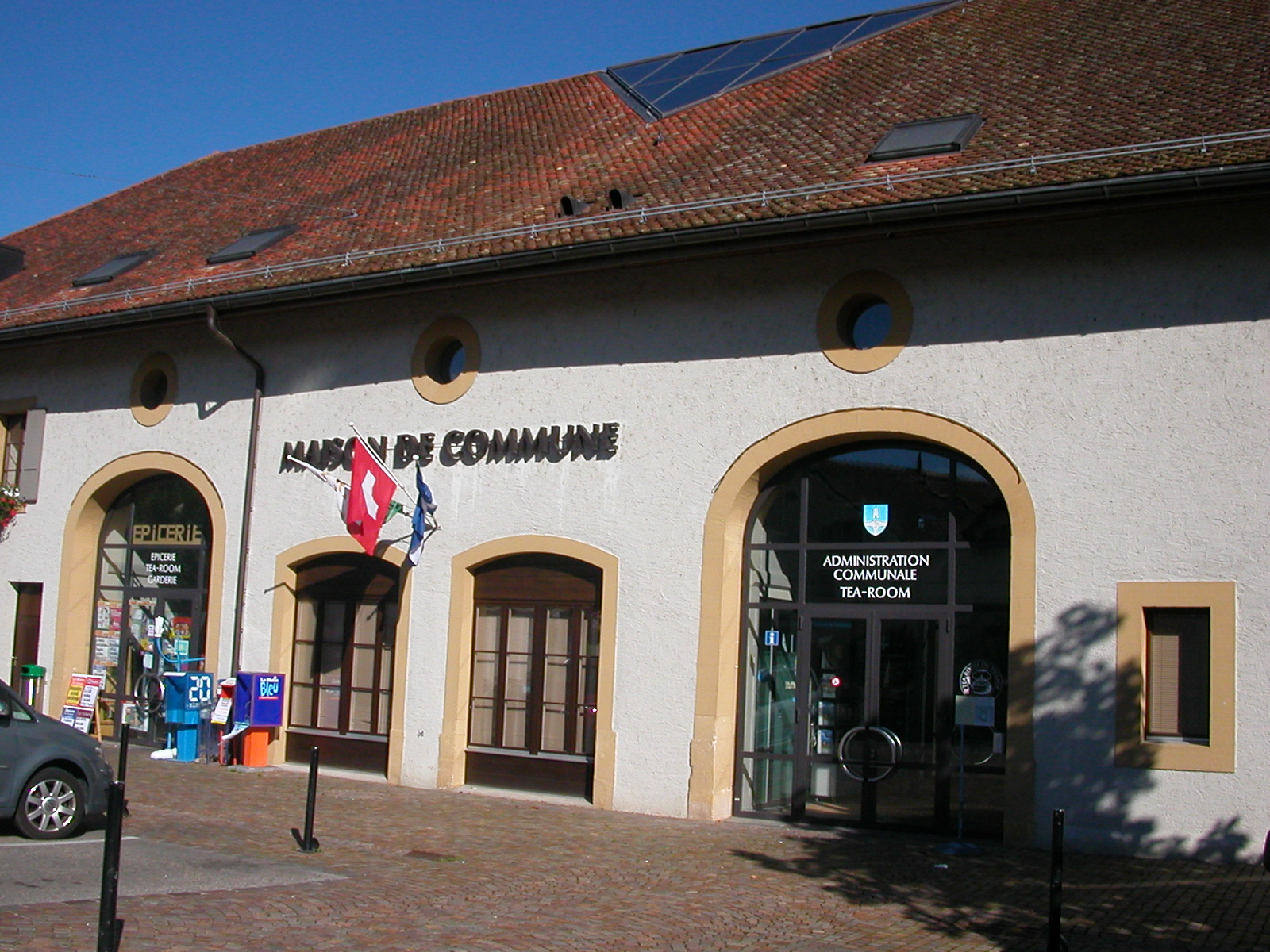
Gemeentehuis
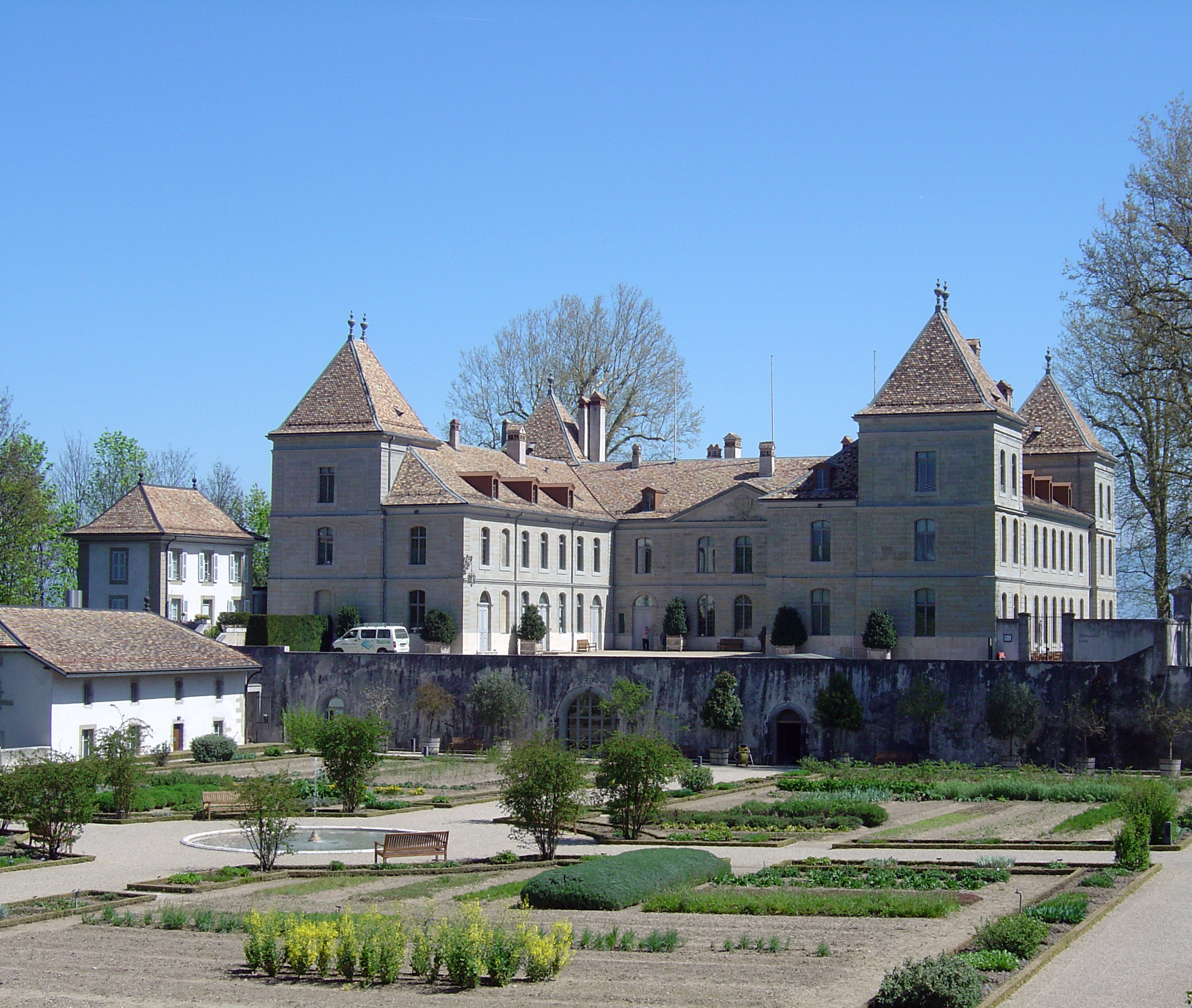
Kasteel Prangins
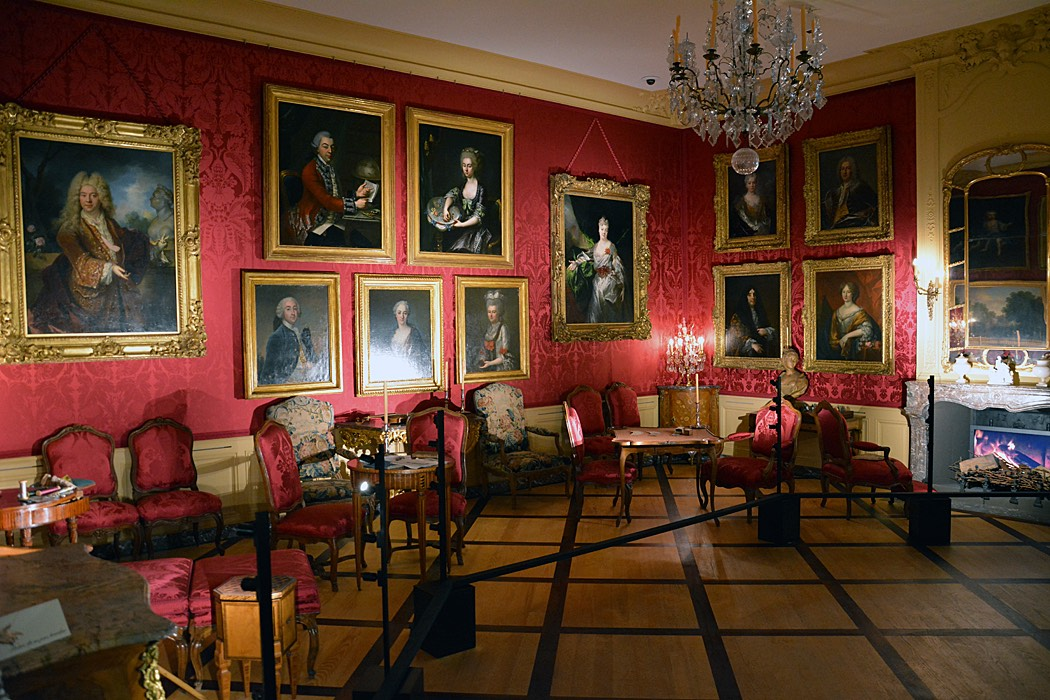
Kasteel, interieur
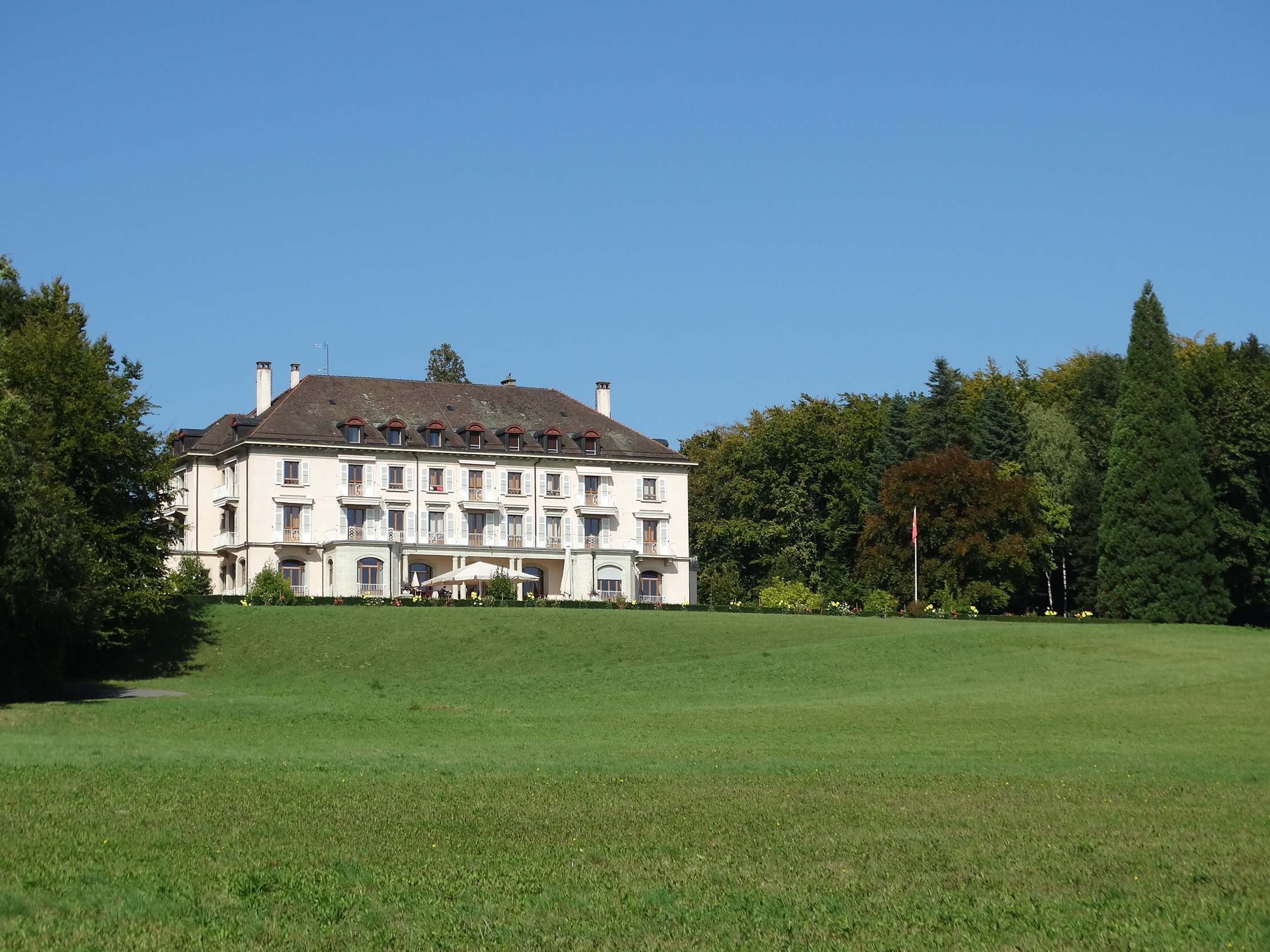
Psychiatrische kliniek
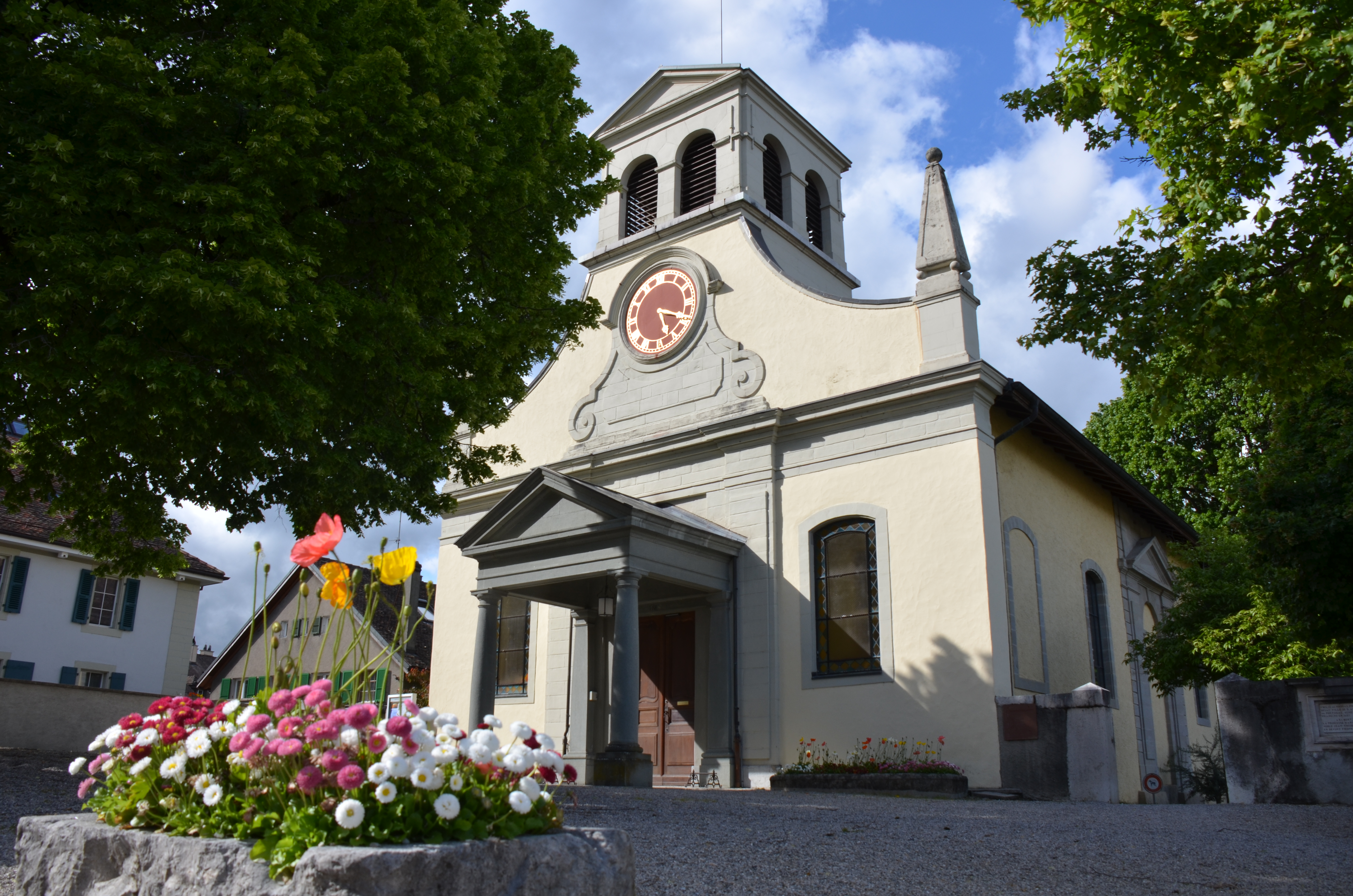
Kerk
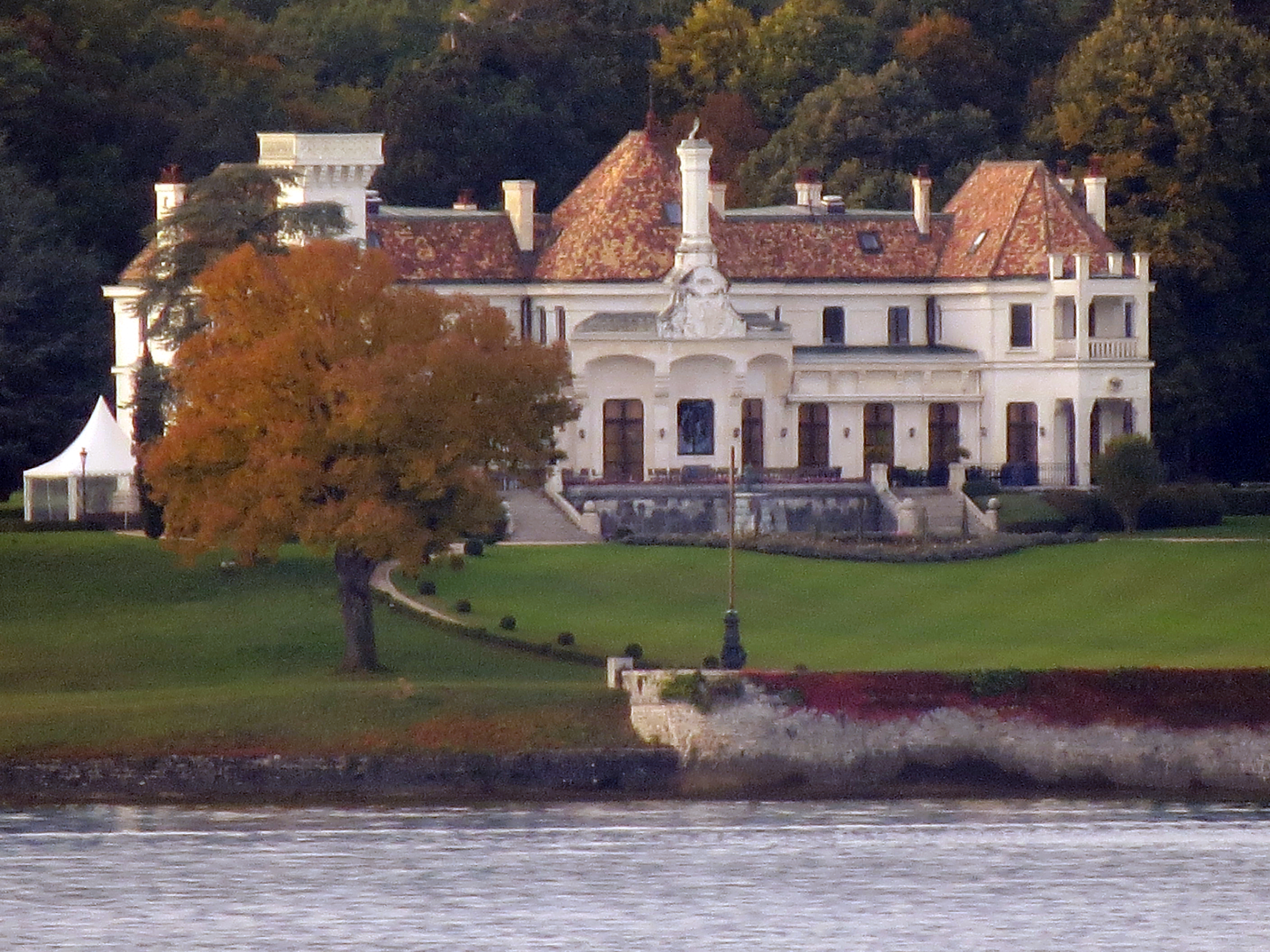
Villa de Prangins

## Geboren te Prangins
- Charles-Jules Guiguer de Prangins (1780-1840), Zwitsers militair
- Nassim Ben Khalifa (1992), Zwitsers voetballer
- Rudolf Syringus van Oostenrijk (1919-2010), Oostenrijks aartshertog
- Charlotte van Oostenrijk (1921-1989), Oostenrijks aartshertogin

## Overleden te Prangins
- Emilia van Nassau (1569-1629), dochter van Willem van Oranje
- Louis Bonaparte (1864-1932), gouverneur van Jerevan
- Maximilien Pastur (1878-1930), Belgisch politicus
- Jacques Feyder (1885-1948), Belgisch filmregisseur
- Louis Napoléon (1914-1997), hoofd van het huis Bonaparte, bekend als Napoleon VI